# IEEE 802.11p
IEEE 802.11p — затверджена поправка до стандарту IEEE 802.11, метою якої є надання можливості використання бездротового зв'язку в рухомиї об'єктах (наприклад, автомобілі, потяги тощо). Поправдка визначає вдосконалення до стандарту 802.11, яке вимагає підтримку Intelligent Transportation Systems (ITS). Це включає передачу даних між рухомими на великій швидкості транспортних засобів, а також транспортних засобів із придорожньою інфраструктурою на ліцензованій частоті 5.9 GHz (5.85-5.925 GHz). IEEE 1609 є більш високорівневим стандартом. на якому базується IEEE 802.11p.

## Статус
Робоча група по розробці стандарту 802.11p завершила свою роботу. Затверджені поправки 802.11p були опубліковані 15 липня 2010 року.
У серпні 2008 року Європейська Комісія виділила частину 5.9 GHz band for priority road safety applications and inter-vehicle, infrastructure communications. The intention is that compatibility with the USA will be ensured even if the allocation is not exactly the same; frequencies will be sufficiently close to enable the use of the same antenna and radio transmitter/receiver.

## Виноски
1. ↑  IEEE 1609 - Family of Standards for Wireless Access in Vehicular Environments (WAVE). U.S. Department of Transportation. 9 січня 2006. Архів оригіналу за 13 лютого 2013. Процитовано 15 липня 2007. [Архівовано 2013-02-16 у Wayback Machine.]
2. ↑  OFFICIAL IEEE 802.11 WORKING GROUP PROJECT TIMELINES. IEEE. Архів оригіналу за 12 липня 2013. Процитовано 17 червня 2010.
3. ↑  Cars that talk: Commission earmarks single radio frequency for road safety and traffic management. European Commission. 5 серпня 2008. Архів оригіналу за 12 липня 2013. Процитовано 23 серпня 2008.